# هانسل پارچمنت

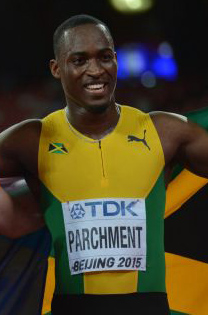
هانسل پارچمنت دونده دو با مانع اهل جامائیکا

هانسل پارچمنت (انگلیسی: Hansle Parchment؛ زادهٔ ۱۷ ژوئن ۱۹۹۰) یک دونده دو با مانع اهل جامائیکا است. از افتخارات وی میتوان به کسب مدال برنز ۱۱۰ متر با مانع در بازی‌های المپیک تابستانی ۲۰۱۲ اشاره کرد.